# Mortagonovo
Mortagonovo (bulgariska: Мортагоново) är ett distrikt i Bulgarien.   Det ligger i kommunen Obsjtina Razgrad och regionen Razgrad, i den nordöstra delen av landet, 280 km öster om huvudstaden Sofia. Antalet invånare är 1 107.
Trakten runt Mortagonovo består till största delen av jordbruksmark. Runt Mortagonovo är det ganska glesbefolkat, med 34 invånare per kvadratkilometer.